# قاطع شحن (فلم)
قاطع شحن فيلم مصري إنتاج عام 2010.

## القصة
تدور أحداث الفيلم حول تجارة وتهريب المخدرات وكيفية جذب الشباب للإيقاع بهم في دائرة الإدمان.

## طاقم التمثيل
- شادي شامل بدور كريم
- شذى بدور رشا
- عمر حسن يوسف بدور فايز
- ياسمين الجيلاني بدور هند
- إيمان السيد بدور جمالات
- لطفى لبيب بدور احسان بيه
- ميمي جمال بدور المدام
- جيهان قمري بدور نجوى هنام
- محمود الجندي بدور كاسب أبو فايز
- عبد الله مشرف بدور مندور بيه
- ليلى جمال

## روابط خارجية
- مقالات تستعمل روابط فنية بلا صلة مع ويكي بيانات